# Збройовка (футбольний клуб)
«Збройовка» Брно (чеськ. Zbrojovka Brno) — професійний чеський футбольний клуб з міста Брно.
Заснований 1913 року як СК Жиденіце (чеськ. Sportovní klub Židenice), клуб пізніше став відомий як Збройовка Брно (чеськ. Zbrojovka Brno)

## Попередні назви
- 1913 — СК Жиденіце (чеськ. Sportovní klub Židenice)
- 1947 — СК Збройовка Жиденіце Брно (чеськ. Sportovní klub Zbrojovka Židenice Brno)
- 1948 — Сокол Збройовка Жиденице Брно (чеськ. Sokol Zbrojovka Židenice Brno)
- 1951 — Сокол Збройовка Брно (чеськ. Sokol Zbrojovka Brno)
- 1953 — ДСО Спартак Збройовка Брно (чеськ. Dobrovolná sportovní organizace Spartak Zbrojovka Brno)
- 1956 — ТЕ Спартак ЗЯШ Брно (чеськ. Tělovýchovná jednota Spartak Závody Jana Švermy Brno)
- 1968 — ТЕ Збройовка Брно (чеськ. Tělovýchovná jednota Zbrojovka Brno)
- 1990 — ФК Збройовка Брно (чеськ. Football Club Zbrojovka Brno)
- 1992 — ФК Боби Брно (чеськ. Football Club Boby Brno)
- 1994 — ФК Боби Брно Унистав (чеськ. Football Club Boby Brno Unistav)
- 1997 — ФК Боби-спорт Брно (чеськ. Football Club Boby-sport Brno)
- 2000 — ФК Ставо Артикель Брно (чеськ. Football Club Stavo Artikel Brno)
- 2004 — 1. ФК Брно (чеськ. Fotbalový klub 1. FC Brno, a.s.)
- 2010 — ФК Збройовка Брно (чеськ. FC Zbrojovka Brno)

## Досягнення
Перша ліга Чехословаччини
- Чемпіон (1): 1978
- Срібний призер (1): 1980
- Бронзовий призер (4): 1935, 1938, 1946, 1979

Перша ліга Чехії
- Бронзовий призер (1): 1995

Кубок УЄФА:
- Чвертьфіналіст (1): 1979/80